# Marte Um
Marte Um (internationaler Titel: Mars One) ist ein brasilianisches Filmdrama von Gabriel Martins, das Ende Januar 2022 beim Sundance Film Festival seine Premiere feierte. Marte Um wurde von Brasilien als Beitrag für die Oscarverleihung 2023 in der Kategorie Bester Internationaler Film eingereicht.

## Handlung

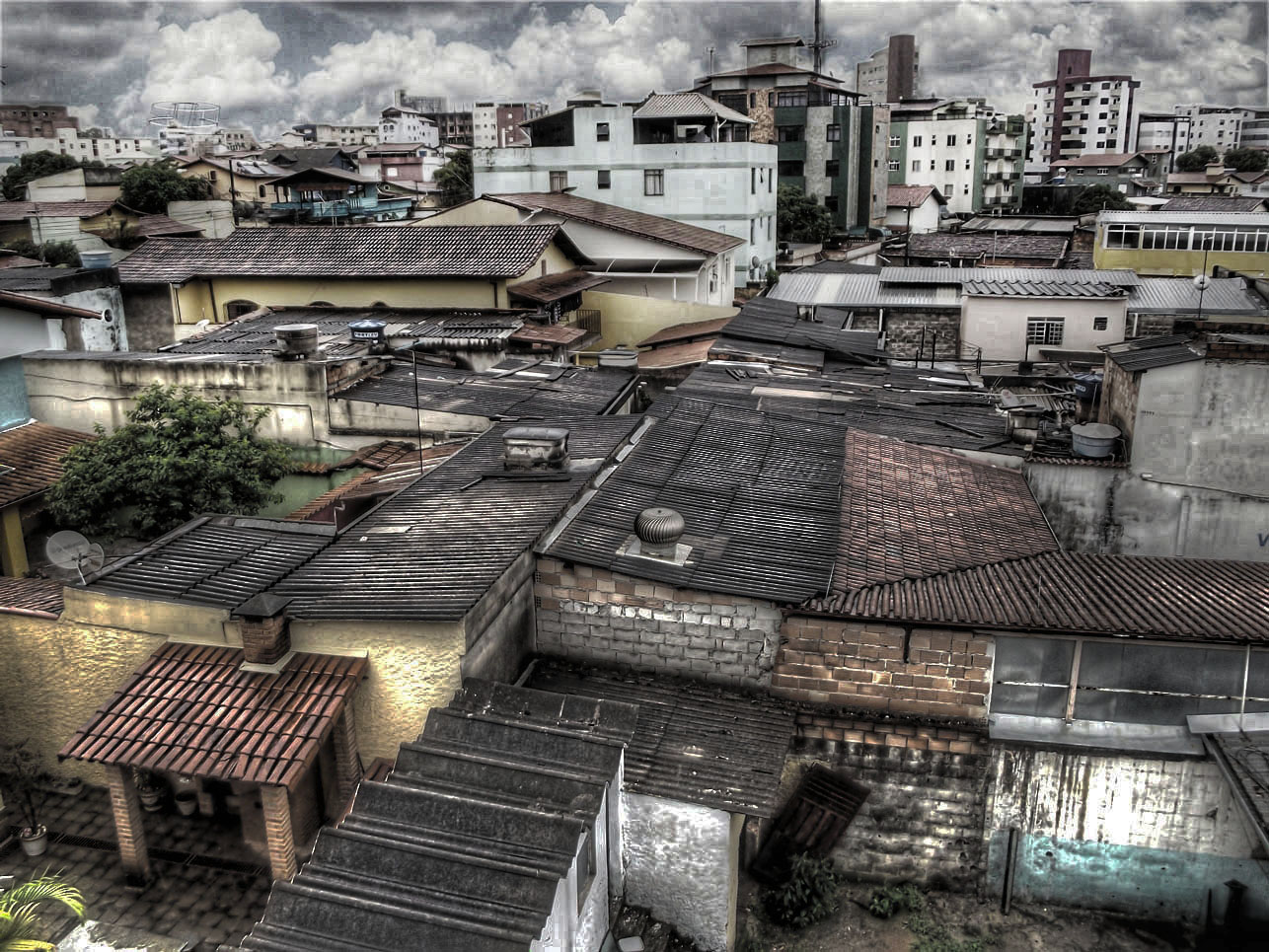
Deivinho und seine Familie leben am Stadtrand von Contagem

Die Martins sind eine schwarze Familie aus der Mittelschicht und leben in der brasilianischen Stadt Contagem, rund 20 Kilometer von Belo Horizonte entfernt. Vater Wellington setzt seine ganzen Hoffnungen auf eine Fußballkarriere seines Sohnes, doch Deivinho träumt davon, Astrophysik zu studieren. Seine ältere Schwester Eunice hat sich in eine Frau verliebt und überlegt, ob sie zuhause ausziehen soll. Ihre Mutter Tércia glaubt nach einer Begegnung verflucht zu sein. Die Bande der Familie werden durch enttäuschte Träume und Vorfälle dieser Art auf die Probe gestellt.

## Produktion

### Filmstab
Regie führte Gabriel Martins, der auch das Drehbuch schrieb. Es handelt sich bei Marte Um um den ersten Film, den Martins in diesen Funktionen alleine realisierte. Martins besuchte eine Filmschule in seiner Heimatstadt Belo Horizonte. Er produzierte den Film gemeinsam mit Thiago Macêdo Correia, Maurílio Martins und André Novais Oliveira. Mit Letzteren gründete der Regisseur 2009 die Produktionsfirma Filmes de Plástico. Gemeinsam mit Maurilio Martins führte er bei dem Film No Coração do Mundo Regie, der im Januar 2019 beim International Film Festival Rotterdam gezeigt wurde.
Die in Marte Um erzählte Geschichte kam Martins im Jahr 2014 in den Kopf, kurz nachdem Brasilien bei der Fußballweltmeisterschaft gegen Deutschland verloren hatte. Seine Hauptfigur „Deivid“ verliere sich zwischen der Vorstellung von einem alten Brasilien und einem Brasilien, auf das alle hoffen. Er machte sich Gedanken darüber, wie die Situation für ein schwarzes Kind sein muss, das am Stadtrand lebt, kein Geld hat und dessen Traum es ist, zum Mars zu fliegen. Für den Regisseur ist Marte Um ein Film über Träume und über eine Familie, die versucht, das Unerreichbare zu erreichen und in Würde zu überleben.

### Besetzung und Dreharbeiten
Für Cícero Lucas, der Deivinho spielt, ist es die erste Filmrolle. Der Regisseur lernte ihn vier Jahre vor Beginn der Dreharbeiten beim Auftritt einer Samba-Gruppe kennen. Camilla Souza, die seine Schwester Eunice spielt, hatte Schauspielerfahrung und ist in Marte Um in ihrer ersten größeren Rolle zu sehen. Carlos Francisco und Rejane Faria, die ihre Eltern Wellington und Tercia spielen, sind Theaterschauspieler und im Film erstmals in Hauptrollen zu sehen. Sie spielten bereits in Martins’ Kurzfilm Nada aus dem Jahr 2017 ein Elternpaar.
Die Dreharbeiten fanden im November und Dezember 2018 statt, unter anderem in Belo Horizonte. Als Kameramann fungierte Leonardo Feliciano, mit dem Martins bereits für seinen Horrorfilm O Nó do Diabo zusammenarbeitete.

### Veröffentlichung
Erste Vorstellungen des Films erfolgen ab dem 20. Januar 2022 beim Sundance Film Festival. Im Vorfeld sicherte sich Magnolia Pictures International die Rechte am Film. Anfang Februar 2022 wurde er beim Göteborg Film Festival vorgestellt. Ende April 2022 wurde er beim San Francisco International Film Festival gezeigt. Ende Mai 2022 eröffnete Marte Um das Inside Out Toronto 2SLGBTQ+ Film Festival. Im Juni 2022 wurde er beim Tribeca Film Festival vorgestellt und ab Mitte Juli 2022 beim Outfest Los Angeles. Im August 2022 wurde er beim Melbourne International Film Festival und beim Edinburgh International Film Festival gezeigt. Ende September 2022 wurde er beim Calgary International Film Festival, im Oktober 2022 beim New York LGBTQ+ Film Festival NewFest und im November 2022 beim Exground Filmfest vorgestellt. Im Januar 2023 wurde er beim Palm Springs International Film Festival gezeigt.

## Rezeption

### Kritiken
Von den bei Rotten Tomatoes aufgeführten Kritiken sind alle positiv bei einer durchschnittlichen Bewertung mit 8,0 von 10 möglichen Punkten. Bei Metacritic erhielt der Film einen Metascore von 82 von 100 möglichen Punkten.

### Auszeichnungen
Marte Um wurde von Brasilien als Beitrag für die Oscarverleihung 2023 in der Kategorie Bester Internationaler Film eingereicht. Im Folgenden eine Auswahl weiterer Auszeichnungen und Nominierungen.
Cleveland International Film Festival 2022
- Nominierung im International Narrative Competition (Gabriel Martins)[17]

Nashville Film Festival 2022
- Auszeichnung im Bester Spielfilm im Hauptwettbewerb[18]

Outfest Los Angeles 2022
- Auszeichnung mit dem Grand Jury Prize for Outstanding International Narrative Feature[19]

San Francisco International Film Festival 2022
- Nominierung im Cine Latino Competition[20]

San Sebastian Film Festival 2022
- Nominierung für den Premio Horizontes (Gabriel Martins)

Sundance Film Festival 2022
- Nominierung im World Dramatic Competition[21]